# Atletica leggera ai Giochi della XXXIII Olimpiade - 200 metri piani maschili
Ai Giochi della XXXIII Olimpiade la competizione del 200 metri piani maschili si è svolta nei giorni dal 5 all'8 agosto 2024 presso lo Stade de France di Parigi.

## Presenze ed assenze dei campioni in carica
| Competizione         | Atleta           | Prestazione | Parigi 2024 |
| -------------------- | ---------------- | ----------- | ----------- |
| Olimpiadi 2020       | Andre De Grasse  | 19”62       | Presente    |
| Africani 2022        | Letsile Tebogo   | 20”26       | Presente    |
| Commonwealth 2022    | Jereem Richards  | 19”80       | 400 metri   |
| Asiatici 2022        | Koki Ueyama      | 20”60       | Presente    |
| Panamericani 2023    | Renan Correa     | 20”37       | Presente    |
| Mondiali 2023        | Noah Lyles       | 19”52       | Presente    |
| Europei 2024         | T. Mumenthaler   | 20”28       | Presente    |
|                      |                  |             |             |
| Mondiali junior 2022 | Blessing Afrifah | 19”96       | Presente    |

Graduatoria mondiale
In base alla classifica della Federazione mondiale, i migliori atleti iscritti alla gara erano i seguenti:
| Pos. | Atleta           | Punti | Note |
| ---- | ---------------- | ----- | ---- |
| 1    | Noah Lyles       | 1465  |      |
| 2    | Kenneth Bednarek | 1452  |      |
| 3    | Erriyon Knighton | 1435  |      |
| 4    | Letsile Tebogo   | 1405  |      |

## La gara
Durante la stagione internazionale si è messo in evidenza Letsile Tebogo, un atleta del Botswana, che ha vinto quattro meeting della Diamond League di seguito. Gli statunitensi, i favoriti, schierano Noah Lyles, campione mondiale 2023 con 19”52 e fresco vincitore dell'oro olimpico sui 100 metri, Kenneth Bednarek, argento a Tokyo e secondo alle selezioni nazionali con 19”59, e il giovane (classe 2004) Erriyon Knighton (19”77).
Bednarek e Knighton sono i più veloci in batteria fermando i cronometri sotto i 20” netti. 

Nella prima semifinale Bednarek viene messo a confronto con il campione olimpico in carica, il canadese Andre De Grasse. Lo statunitense prevale di oltre 4 decimi (20”00 contro 20”41). Tra i due si inserisce il domenicano Alexander Ogando (primatista nazionale su 100 e 200 metri), che si qualifica alla finale con 20”09. Nella seconda, ancora più interessante, corrono  Letsile Tebogo e Noah Lyles. Prevale sorprendentemente il primo con 19”96 contro 20”08. La terza serie è appannaggio di Erriyon Knighton (20”09).
È chiaro come Tebogo sia l'avversario più temibile per gli statunitensi. In finale vi sono ben quattro atleti africani, il più alto numero di sempre (record precedente: tre finalisti a Barcellona 1992). Tre atleti erano già presenti a Tokyo nel 2021: Bednarek, Lyles e Fahnbulleh (Liberia). I favoriti si schierano come segue: Lyles in 5ª, Tebogo in 7ª e Bednarek in 8ª. Letsile Tebogo domina la corsa sin dalla partenza e vince con il record nazionale e africano di 19”46.
Letsile Tebogo è il primo africano a vincere l'oro olimpico sui 200 metri piani. Per il suo Paese, il Botswana, è il primo oro olimpico in tutti gli sport. Gli Stati Uniti non vincono l'oro sulla distanza dal 2004 (Shawn Crawford). Kenneth Bednarek e Noah Lyles ripetono le stesse performance di Tokyo 2021.}

## Risultati
La competizione ha subito una modifica con l'introduzione di una fase di ripescaggio. Nel primo turno si disputano sei batterie, con i primi tre classificati di ogni batteria (Q) che accedono alle semifinali. Tutti gli altri vanno al turno di ripescaggio (tranne coloro che non hanno finito la gara o sono stati squalificati).

Il turno di ripescaggio si compone di quattro batterie. Accedono alle semifinali i primi classificati (Q), più i due migliori tempi (q). 

Riassumendo: per fare i 24 semifinalisti, 18 provengono dalle batterie, gli altri 6 dai ripescaggi.

Nelle tre semifinali, i primi due classificati di ciascuna delle tre serie e i due tempi più veloci accedono alla finale.

### Batterie
Lunedì 5 agosto 2024, ore 19:55.

#### Batteria 1
| Posizione | Corsia | Atleta            | Nazionalità    | Tempo | Note       |
| --------- | ------ | ----------------- | -------------- | ----- | ---------- |
| 1         | 4      | Joseph Fahnbulleh | Liberia        | 20"20 | Q          |
| 2         | 9      | Fausto Desalu     | Italia         | 20"26 | Q          |
| 3         | 3      | Wayde van Niekerk | Sudafrica      | 20"42 | Q          |
| 4         | 7      | Ryan Zézé         | Francia        | 20"49 | Ri         |
| 5         | 8      | Felix Svensson    | Svizzera       | 20"54 | (.534), Ri |
| 6         | 2      | Cheickna Traore   | Costa d'Avorio | 20"54 | (.536), Ri |
| 7         | 5      | Calab Law         | Australia      | 20"75 | Ri         |
| 8         | 6      | Albert Komański   | Polonia        | 20"77 | Ri         |

#### Batteria 2
| Posizione | Corsia | Atleta           | Nazionalità     | Tempo | Note |
| --------- | ------ | ---------------- | --------------- | ----- | ---- |
| 1         | 3      | Tarsis Orogot    | Uganda          | 20"32 | Q    |
| 2         | 9      | Wanyá McCoy      | Bahamas         | 20"35 | Q    |
| 3         | 6      | Renan Correa     | Brasile         | 20"41 | Q    |
| 4         | 7      | Andrew Hudson    | Giamaica        | 20"53 | Ri   |
| 5         | 2      | Udodi Onwuzurike | Nigeria         | 20"55 | Ri   |
| 6         | 8      | Cesar Almiron    | Paraguay        | 20"87 | , Ri |
| 7         | 4      | Tomáš Němejc     | Rep. Ceca       | 21"03 | Ri   |
| –         | 5      | José González    | Rep. Dominicana | dns   |      |

#### Batteria 3
| Posizione | Corsia | Atleta                | Nazionalità | Tempo | Note |
| --------- | ------ | --------------------- | ----------- | ----- | ---- |
| 1         | 3      | Letsile Tebogo        | Botswana    | 20"10 | Q,   |
| 2         | 4      | Makanakaishe Charamba | Zimbabwe    | 20"27 | Q    |
| 3         | 8      | Filippo Tortu         | Italia      | 20"29 | Q    |
| 4         | 2      | Brendon Rodney        | Canada      | 20"30 | , Ri |
| 5         | 5      | Timothé Mumenthaler   | Svizzera    | 20"63 | Ri   |
| 6         | 7      | Koki Ueyama           | Giappone    | 20"84 | Ri   |
| 7         | 6      | Benjamin Richardson   | Sudafrica   | 51"86 | Ri   |

#### Batteria 4
| Posizione | Corsia | Atleta           | Nazionalità     | Tempo | Note |
| --------- | ------ | ---------------- | --------------- | ----- | ---- |
| 1         | 3      | Kenneth Bednarek | Stati Uniti     | 19"96 | Q    |
| 2         | 5      | Alexander Ogando | Rep. Dominicana | 20"04 | Q    |
| 3         | 2      | Joshua Hartmann  | Germania        | 20"30 | Q    |
| 4         | 7      | Diego Pettorossi | Italia          | 20"63 | Ri   |
| 5         | 4      | Shōta Iizuka     | Giappone        | 20"67 | Ri   |
| 6         | 6      | Ondřej Macík     | Rep. Ceca       | 21"04 | Ri   |
| –         | 8      | Zharnel Hughes   | Gran Bretagna   | NP    |      |

#### Batteria 5
| Posizione | Corsia | Atleta               | Nazionalità | Tempo | Note |
| --------- | ------ | -------------------- | ----------- | ----- | ---- |
| 1         | 4      | Erriyon Knighton     | Stati Uniti | 19"99 | Q    |
| 2         | 3      | Tapiwanashe Makarawu | Zimbabwe    | 20"07 | Q    |
| 3         | 7      | Shaun Maswanganyi    | Sudafrica   | 20"20 | Q    |
| 4         | 2      | Aaron Brown          | Canada      | 20"36 | Ri   |
| 5         | 9      | Ian Kerr             | Bahamas     | 20"53 | Ri   |
| 6         | 6      | Pablo Matéo          | Francia     | 20"58 | Ri   |
| 7         | 8      | Erik Erlandsson      | Svezia      | 20"65 | Ri   |
| 8         | 5      | Eduard Kubelík       | Rep. Ceca   | 21"14 | Ri   |

#### Batteria 6
| Posizione | Corsia | Atleta           | Nazionalità | Tempo | Note |
| --------- | ------ | ---------------- | ----------- | ----- | ---- |
| 1         | 6      | Noah Lyles       | Stati Uniti | 20"19 | Q    |
| 2         | 7      | Andre De Grasse  | Canada      | 20"30 | Q    |
| 3         | 4      | Towa Uzawa       | Giappone    | 20"33 | Q    |
| 4         | 5      | Bryan Levell     | Giamaica    | 20"47 | Ri   |
| 5         | 2      | Blessing Afrifah | Israele     | 20"78 | Ri   |
| 6         | 8      | Yang Chun-Han    | Taiwan      | 20"83 | Ri   |
| 7         | 3      | William Reais    | Svizzera    | 20"92 | Ri   |

### Batterie di ripescaggio
Il primo atleta di ogni batteria di ripescaggio (Q) e i due successivi atleti più veloci (q) accedono alla Semifinali.
Martedì 6 agosto 2024, ore 12:30.

#### Ripescaggio 1
| Posizione | Corsia | Atleta              | Nazionalità    | Tempo | Note |
| --------- | ------ | ------------------- | -------------- | ----- | ---- |
| 1         | 6      | Udodi Onwuzurike    | Nigeria        | 20"51 | Q    |
| 2         | 8      | Diego Pettorossi    | Italia         | 20"53 |      |
| 3         | 5      | Timothé Mumenthaler | Svizzera       | 20"67 |      |
| 4         | 7      | Shōta Iizuka        | Giappone       | 20"72 |      |
| 5         | 4      | Ondřej Macík        | Rep. Ceca      | 21"14 |      |
| –         | 3      | Cheickna Traore     | Costa d'Avorio | dns   |      |

#### Ripescaggio 2
| Posizione | Corsia | Atleta         | Nazionalità | Tempo | Note  |
| --------- | ------ | -------------- | ----------- | ----- | ----- |
| 1         | 4      | Brendon Rodney | Canada      | 20"42 | Q     |
| 2         | 5      | Bryan Levell   | Giamaica    | 20"47 | q     |
| 3         | 8      | Pablo Matéo    | Francia     | 20"57 |       |
| 4         | 6      | Koki Ueyama    | Giappone    | 20"92 |       |
| –         | 3      | Cesar Almiron  | Paraguay    | dq    | [ 7 ] |
| –         | 7      | Calab Law      | Australia   | dns   |       |

#### Ripescaggio 3
| Posizione | Corsia | Atleta           | Nazionalità | Tempo | Note |
| --------- | ------ | ---------------- | ----------- | ----- | ---- |
| 1         | 7      | Ryan Zézé        | Francia     | 20"40 | Q    |
| 2         | 4      | Aaron Brown      | Canada      | 20"42 | q    |
| 3         | 6      | Yang Chun-Han    | Taiwan      | 20"73 |      |
| 4         | 3      | Blessing Afrifah | Israele     | 20"88 |      |
| 5         | 2      | Albert Komański  | Polonia     | 20"90 |      |
| 6         | 8      | Eduard Kubelík   | Rep. Ceca   | 21"20 |      |
| –         | 5      | William Reais    | Svizzera    | dns   |      |

#### Ripescaggio 4
| Posizione | Corsia | Atleta              | Nazionalità | Tempo | Note |
| --------- | ------ | ------------------- | ----------- | ----- | ---- |
| 1         | 6      | Erik Erlandsson     | Svezia      | 20"49 | Q,   |
| 2         | 7      | Andrew Hudson       | Giamaica    | 20"55 |      |
| 3         | 8      | Ian Kerr            | Bahamas     | 20"60 |      |
| 4         | 5      | Felix Svensson      | Svizzera    | 20"65 |      |
| 5         | 3      | Tomáš Němejc        | Rep. Ceca   | 20"84 |      |
| –         | 4      | Benjamin Richardson | Sudafrica   | dns   |      |

### Semifinali
I primi due atleti di ogni batteria (Q) e i due successivi atleti più veloci (q) si qualificano alla finale.
Mercoledì 7 agosto 2024, ore 20:02.

#### Semifinale 1
| Posizione | Corsia | Atleta            | Nazionalità     | Tempo | Note |
| --------- | ------ | ----------------- | --------------- | ----- | ---- |
| 1         | 7      | Kenneth Bednarek  | Stati Uniti     | 20"00 | Q    |
| 2         | 8      | Alexander Ogando  | Rep. Dominicana | 20"09 | Q    |
| 3         | 5      | Andre De Grasse   | Canada          | 20"41 |      |
| 4         | 4      | Shaun Maswanganyi | Sudafrica       | 20"42 |      |
| 5         | 9      | Wanyá McCoy       | Bahamas         | 20"61 |      |
| 6         | 6      | Tarsis Orogot     | Uganda          | 20"64 |      |
| 7         | 3      | Ryan Zézé         | Francia         | 20"81 |      |
| 8         | 2      | Bryan Levell      | Giamaica        | 20"93 |      |

#### Semifinale 2
| Posizione | Corsia | Atleta                | Nazionalità   | Tempo | Note |
| --------- | ------ | --------------------- | ------------- | ----- | ---- |
| 1         | 8      | Letsile Tebogo        | Botswana      | 19"96 | Q    |
| 2         | 6      | Noah Lyles            | Stati Uniti   | 20"08 | Q    |
| 3         | 4      | Makanakaishe Charamba | Zimbabwe      | 20"31 | q    |
| 4         | 7      | Fausto Desalu         | Italia        | 20"37 |      |
| 5         | 5      | Joshua Hartmann       | Gran Bretagna | 20"47 |      |
| 6         | 9      | Towa Uzawa            | Giappone      | 20"54 |      |
| 7         | 3      | Aaron Brown           | Canada        | 20"57 |      |
| 8         | 2      | Erik Erlandsson       | Svezia        | 20"93 |      |

#### Semifinale 3
| Posizione | Corsia | Atleta               | Nazionalità | Tempo | Note   |
| --------- | ------ | -------------------- | ----------- | ----- | ------ |
| 1         | 8      | Erriyon Knighton     | Stati Uniti | 20"09 | Q      |
| 2         | 6      | Joseph Fahnbulleh    | Liberia     | 20"12 | Q      |
| 3         | 7      | Tapiwanashe Makarawu | Zimbabwe    | 20"16 | q      |
| 4         | 5      | Filippo Tortu        | Italia      | 20"54 |        |
| 5         | 3      | Brendon Rodney       | Canada      | 20"59 | [ 5 ]  |
| 6         | 9      | Renan Correa         | Brasile     | 20"60 |        |
| 7         | 2      | Udodi Onwuzurike     | Nigeria     | 20"72 | (.717) |
| 7         | 4      | Wayde van Niekerk    | Sudafrica   | 20"72 | (.717) |

### Finale

Video ufficiale della Finale

| Record mondiale      | Usain Bolt | 19"19 | Berlino | 20 agosto 2009 |
| Record olimpico      | Usain Bolt | 19"30 | Pechino | 20 agosto 2008 |
| Capolista stagionale | Noah Lyles | 19"53 | Eugene  | 29 giugno 2024 |

Giovedì 8 agosto 2024, ore 20:30.
| Posizione | Corsia | Atleta                | Nazionalità     | Tempo | Note   |
| --------- | ------ | --------------------- | --------------- | ----- | ------ |
|           | 7      | Letsile Tebogo        | Botswana        | 19"46 | ,      |
|           | 8      | Kenneth Bednarek      | Stati Uniti     | 19"62 |        |
|           | 5      | Noah Lyles            | Stati Uniti     | 19"70 | [ 11 ] |
| 4         | 6      | Erriyon Knighton      | Stati Uniti     | 19"99 |        |
| 5         | 4      | Alexander Ogando      | Rep. Dominicana | 20"02 |        |
| 6         | 2      | Tapiwanashe Makarawu  | Zimbabwe        | 20"10 |        |
| 7         | 9      | Joseph Fahnbulleh     | Liberia         | 20"15 |        |
| 8         | 3      | Makanakaishe Charamba | Zimbabwe        | 20"53 |        |